# Нет выбора
«Нет выбора» (англ. Taffin) — ирландский триллер режиссёра Френсиса Мегахи. Экранизация произведения, автор которого — Линдон Мэллет.

## Сюжет
Жесткого ирландского парня, занимающегося сбором налогов, местная община просит помочь избавить город от застройщиков, твёрдо намеренных построить в предместьях химический завод. Застройщики настроены решительно и посылают в город своих громил, чтобы местные жители сидели тихо.

## В ролях
| Актёр            | Роль          |
| ---------------- | ------------- |
| Пирс Броснан     | Тэффин        |
| Элисон Дуди      | Шарлотта      |
| Рэй Макнелли     | О'Рурк        |
| Джереми Чайлд    | Мартин        |
| Патрик Берджин   | Мо Тэффин     |
| Дирбла Моллой    | миссис Мартин |
| Джим Бартли      | Конуэй        |
| Алан Стэнфорд    | Спроули       |
| Джерард Максорли | Эд            |